# Francuski južni i antarktički teritoriji
Francuski južni i antarktički teritoriji (fra. Territoire des Terres australes et antarctiques françaises ili Terres australes et antarctiques françaises ili T.A.A.F. ili TAAF) su nenaseljeni teritoriji Francuske u južnom Indijskom oceanu. Sastoji se od sljedećih teritorija:
1. Zemlja Adélie (fr. Terre Adélie), tvrde Francuzi na kontinentu Antarktika.
2. Otočje Crozet (fr. Îles Crozet), skupina na jugu Indijskog oceana, južno od Madagaskara.
3. Otočje Kerguelen (fr. Archipel des Kerguelen ), skupina vulkanskih otoka na jugu Indijskog oceana, jugoistočno od Afrike, približno jednako udaljenih između Afrike, Antarktika i Australije.
4. Otoci Saint-Paul i Amsterdam fr. Îles Saint Paul et Amsterdam), skupina sjeverno od Kerguelenskog otočja.
5. Raspršeni otoci Indijskog oceana (fr. Îles Éparses), raspršena skupina otoka oko obale Madagaskara.

Otprilike 150 (zimi) do 310 (ljeti) ljudi živi u francuskim južnim i antarktičkim zemljama, ali oni su samo vojno osoblje, službenici, znanstveni istraživači i pomoćno osoblje, bez stalnog civilnog stanovništva.
Dana 5. srpnja 2019., Francuski južni i antarktički teritoriji upisani su kao UNESCO-ova svjetska baština.

## Međunarodni status
Ugovorom o Antarktici (Washington, D.C., 1959.) je odlučeno da ni jedna država nema pravo proglasiti neki dio Antartičkog kontinenta svojim (tj. ni jedan teritorij koji se nalazi južno od 60-te paralele).
Budući da se Terre Adélie nalazi južno od 60-te paralele, taj teritorij nije međunarodno priznat kao dio Francuske, iako Francuska njime upravlja. Ostatak teritorija koji spadaju pod TAAF su međunarodno priznati kao dio Francuske.

## Administracija
Francuski južni i antarktički teritoriji su prekomorski teritoriji Francuske (francuski: territoire d'outre-mer).
Ovaj status imaju od 1955. U početku se uprava ovih teritorija nalazila u Parizu i na čelu uprave se nalazio administrateur supérieur. Od prosinca 2004. ovim teritorijima upravlja prefekt (fr: préfet) sa sjedištem u Saint-Pierreu na otoku Réunion. "Glavni grad" (glavna baza) teritorija je Martin-de-Viviès na otoku Amsterdam (Île Amsterdam).
Teritoriji su podjeljeni u četiri okruga:
- Amsterdam i Sveti Pavle (Îles Saint Paul et Amsterdam), koji se sastoji od otoka Amsterdam (Île Amsterdam) i otoka Sveti Pavle ˙(Île Saint-Paul), površine od 61 km², glavna baza je Martin-de-Viviès
- Otočje Crozet (Îles Crozet ili službeno Archipel Crozet), površine od 505 km², glavna baza je Alfred-Faure
- Otočje Kerguelen (Îles Kerguelen ili službeno Archipel (des) Kerguelen), površine od 7,215 km², glavna baza je Port-aux-Français
- Terre Adélie (Terre Adélie), površine od 432,000 km²,glavna baza je Dumont d'Urville
- Raspršeni otoci (Bassas da India, otok Europa, otočje Glorieuses, Juan de Nova, Tromelin)

Na čelu svakog od ovih teritorija je načelnik okruga, koji ima ovlasti slične gradonačelniku u Francuskoj (bilježenje rođenih i umrlih i policijske dužnosti).
Budući da nema stalno stanovništvo, ne postoji Regionalno vijeće i teritoriji nemaju svog predstavnika u francuskom parlamentu.
Trenutno je u razmatranju uključenje ostalih otoka kojima upravlja Francuska u Indijskom oceanu (Îles éparses de l'océan indien) u TAAF. Od 2005. tim otocima već upravlja prefekt TAAF-a.

## Zemljopis
Teritoriji uključuju otok Amsterdam, otok Saint-Paul, otočje Crozet i otočje Kerguelen. Također pod teritorije spada i jedan dio Antartičkog kontinenta - Zemlja Adélie, kojoj je ime dao francuski istraživač Jules Dumont d'Urville po svojoj ženi.
Terre Adélie, površine od 432,000 km² i otoci, sveukupne površine od 7781 km² nemaju stalnih stanovnika (godišnje varira broj od oko stotinjak istraživača).
Otok Amsterdam i otok Sveti Pavao su ugasli vulkani. Najviša točka teritorija je Mont Ross na otočju Kerguelen visine od 1850 metara. Nigdje na teritorijima ne postoji zračna ni morska luka, jedino sidrišta.
Otoke u Indijskom oceanu opskrbljuje specijalni brod Marion Dufresne koji isplovljava iz Le Porta na otoku Réunion. Zemlju Adélie opskrbljuje ledolomac L'Astrolabe koji isplovljava iz Hobarta na Tasmaniji.

## Bioraznolikost
Smještene između 37. i 50. paralele na jugu, Francuski južni teritoriji otočja Crozet i Kerguel, te otoka Amsterdam i Sveti Pavao, predstavljaju najveće „iznikle” kopnene mase u južnom Indijskom oceanu. Ova „oaza” usred Južnog oceana obuhvaća površinu veću od 67 milijuna ha (672.000 km²) i podržava jednu od najviših koncentracija ptica i morskih sisavaca na svijetu. Konkretno, ima najveću populaciju kraljevskih pingvina i kerguelenskih albatrosa (Thalassarche carteri) na svijetu, te ugroženih vrsta kao što su plavetni kit i kit perajar. Zbog svoje ogromne veličine, ovo mjesto štiti ekološke procese koji su neophodni za napredak ovih vrsta. Iz tog razloga, teritorij ima ključnu ulogu u zdravlju oceana u cijelom svijetu, posebno u regulaciji ciklusa ugljika.
Udaljenost ovih otoka od centara ljudske aktivnosti čini ih izuzetno dobro očuvanim izložbama biološke evolucije i jedinstvenim terenom za znanstvena istraživanja. Zbog toga su „Francuski južni teritoriji i mora” upisani na UNESCO-ov popis mjesta svjetske baštine u Africi 2019. god.

## Gospodarstvo
Glavne gospodarske aktivnosti na teritorijima su ribarstvo i istraživačke stanice.
Francuska je često prodavala prava izlova ribe stranim kompanijama što joj je donosilo veliku zaradu. Budući da je sad na snazi zakon smanjenja broj izlova ribe, ribarstvo je svedeno na mali broj ribarica s Reuniona.
Zbog čestog krivolova, francuska mornarica često patrolira ovim vodama.
Za opskrbu otoka je zadužen brod Marion Dufresne koji isplovljava iz mjesta Le Port na Reunionu.
Za opskrbu Terre Adélie je zadužen brod Astrolabe koji isplovljava iz mjesta Hobart na Tasmaniji.
Teritoriji posjeduju svoju vlastitu trgovačku mornaricu, koja se sastoji od više teretnih brodova i tankera.
Prihodi teritorija su oko 18 milijuna USD godišnje.

## Vanjske poveznice
- Les TAAF - Službena stranica.
- IFREMER - Francuski polarni institut Paul-Émile Victor  Arhivirana inačica izvorne stranice od 6. veljače 2006. (Wayback Machine).
- Transpol'air - polarne aktualnosti i povijest.
- Adélie-consultant  Arhivirana inačica izvorne stranice od 12. veljače 2008. (Wayback Machine) - pravne informacije o Antarktici.
- Tajništvo Ugovora o Antarktici - na francuskom, španjolskom, engleskom i ruskom
- Komisija za očuvanje morske flore i faune na Antarktici -na francuskom, španjolskom, engleskom i ruskom

|  | Portal Francuske – Pristup člancima s tematikom o Francuskoj. |